# Роберт Діґбі, 1-й барон Діґбі
Роберт Діґбі, 1-й барон Діґбі (помер 6 червня 1642), був англо-ірландським пером.
Діґбі був сином сера Роберта Діґбі з Колсгілла, Ворікшир, і Леттіс Фіцджеральд з Ґісгілла, Ірландія, онуки Джеральда Фіцджеральда, 11-го графа Кілдера. Джон Діґбі, 1-й граф Брістоль, був його дядьком, а Ессекс Діґбі, єпископ Дромора, — його братом. Зокрема, Діґбі обіймав посаду губернатора графства Кінґс в Ірландії. У 1620 році він був підвищений до перів Ірландії як барон Діґбі з Ґісгілла. Він одружився, першого разу, з леді Сарою Бойл, дочкою Річарда Бойла, 1-го графа Корка; і Кетрін Фентон. У цьому шлюбі народився син Кілдер Діґбі (бл. 1627 – 1661). Діґбі вдруге одружився з Елізабет Алтем, дочкою сера Джеймса Альтема та його другої дружини Мері Стейперс. Діґбі помер у 1642 році, і його спадкоємцем у баронстві став його син Кілдер. Вони поховані в парафіяльній церкві свв. Петра й Павла в Колсгілл.

## Герб барона Діґбі

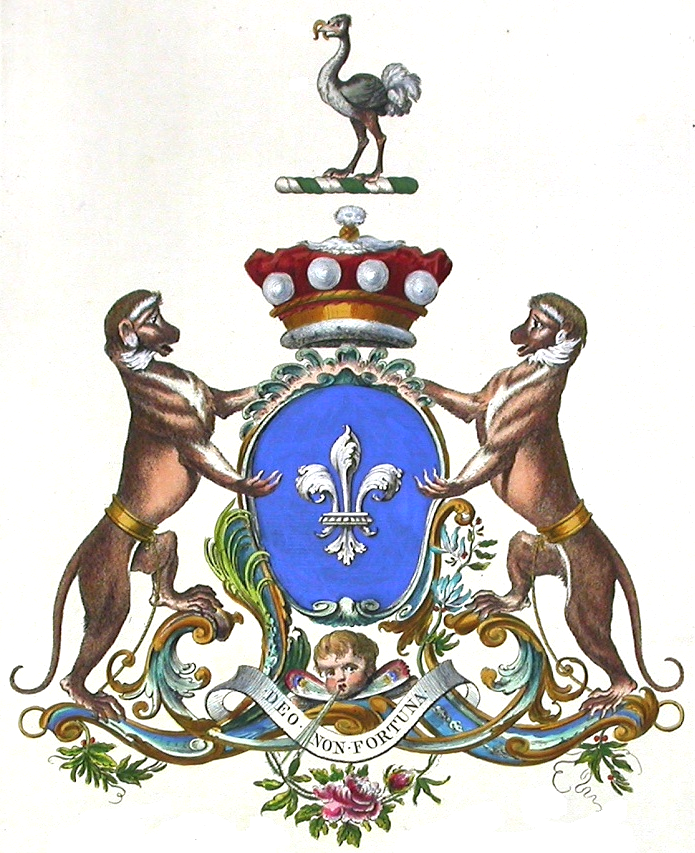
Опис герба: Вгорі страус у профіль, що тримає в дзьобі підкову
Обабіч щита мавпи в профіль,
на щиті в блакитному полі срібна королівська лілія.
Девіз: DEO NON FORTUNA (Бог, а не випадок)

.